# Espen Rian
Pour les articles homonymes, voir Rian.
Espen Rian, né le 10 février 1981 à Trondheim, est un spécialiste norvégien du combiné nordique actif de 2001 à 2011. 

## Biographie
Il débute en décembre 2001 en Coupe du monde. Il obtient son seul podium dans une épreuve par équipes en janvier 2007. Un mois plus tard, il est ensuite médaillé de bronze par équipes aux Mondiaux de Sapporo. Lors de ces mêmes championnats, il termine huitième lors de l'épreuve individuelle en Gundersen.
C'est en mars 2008 qu'il obtient son meilleur résultat individuel au niveau mondial. Il termine cinquième de l'étape de Coupe du monde disputée à Oslo.
Il participe aux Jeux olympiques d'hiver de 2010 où il est cinquième par équipes.
La saison 2010-2011 est la dernière de sa carrière puisqu'il n'est pas retenu dans l'équipe nationale pour la prochaine saison et n'a plus la motivation pour continuer.

## Palmarès

### Jeux olympiques
| Épreuve / Édition | Épreuve / Édition | Vancouver 2010 |
| Par équipes       | Par équipes       | 5e             |
| Gundersen         | PT                | -              |
| Gundersen         | GT                | 35e            |

### Championnats du monde
| Épreuve / Édition | Épreuve / Édition | Sapporo 2007                     | Liberec 2009                     |
| Gundersen         | PT                | 8e                               | -                                |
| Gundersen         | GT                | Épreuve inexistante à cette date | -                                |
| Sprint            | Sprint            | 15e                              | Épreuve inexistante à cette date |
| Mass-start        | Mass-start        | Épreuve inexistante à cette date | 18e                              |
| Par équipes       | Par équipes       | Bronze                           | -                                |

### Coupe du monde
- Meilleur classement général : 14e en 2007.
- Meilleur résultat individuel : 5e.
- 1 podium par équipes.

Palmarès au 25 février 2013

#### Différents classements en Coupe du monde
| Année     | Classement général final |
| 2001-2002 | 43e                      |
| 2003-2004 | 32e                      |
| 2004-2005 | 52e                      |
| 2006-2007 | 14e                      |
| 2007-2008 | 20e                      |
| 2008-2009 | 34e                      |
| 2009-2010 | 43e                      |
| 2010-2011 | 23e                      |

### Coupe du monde B
- 5 podiums dont 3 victoires.